# Иксхайм
Иксхайм (нем. Üxheim) — община в Германии, в земле Рейнланд-Пфальц. 
Входит в состав района Вульканайфель. Подчиняется управлению Хиллесхайм.  Население составляет 1365 человек (на 31 декабря 2010 года). Занимает площадь 30,98 км².
Коммуна подразделяется на 7 сельских округов.

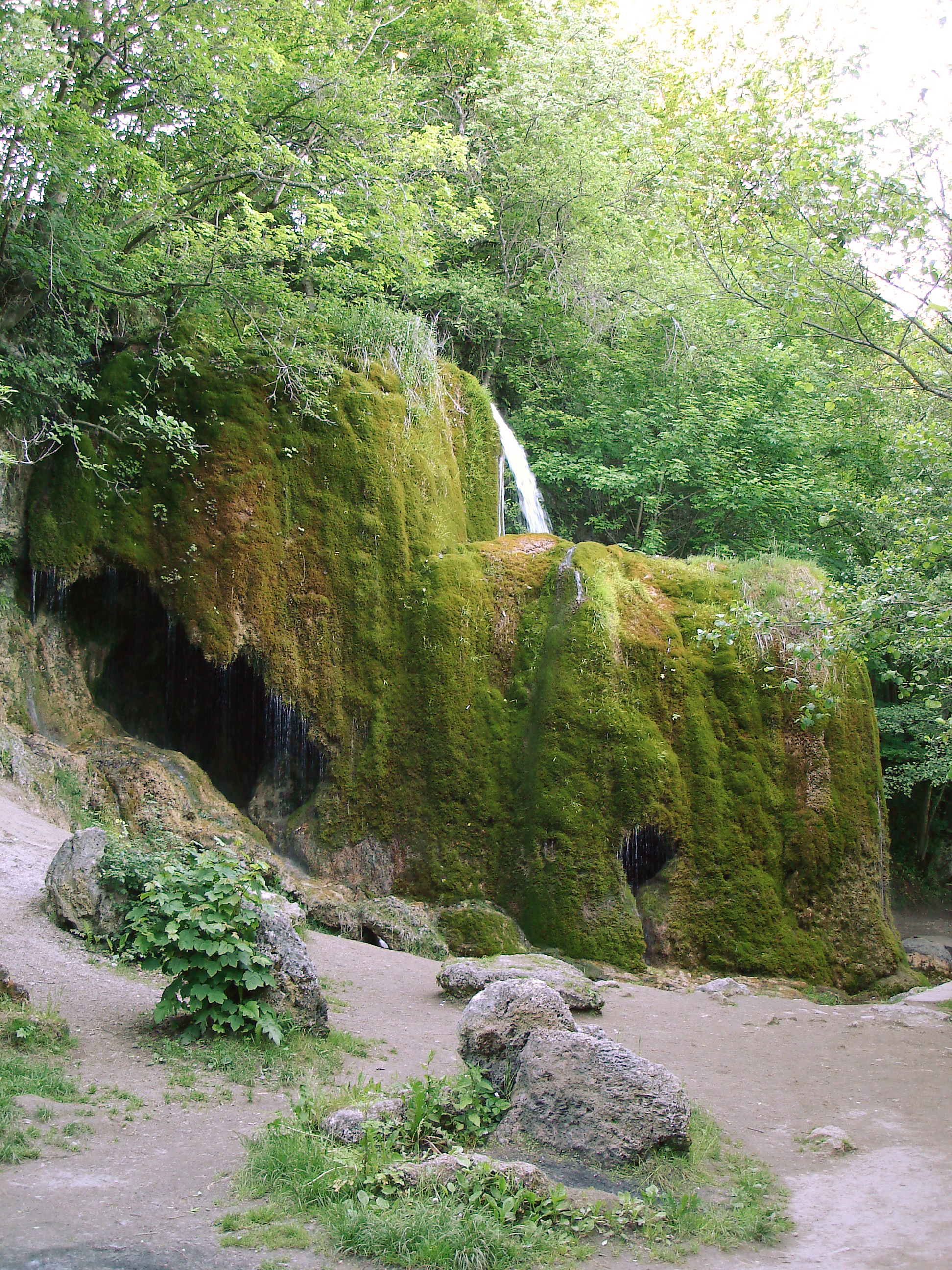
Иксхайм